# CD93
CD93 (Cluster of Differentiation 93) é uma proteína que em humanos é codificada pelo gene CD93 . O CD93 é uma lectina tipo C transmembranar que desempenha um papel não em processos de adesão célula-célula, mas também na defesa do hospedeiro.

## Família
O CD93 pertence à família de lectinas tipo C, Grupo XIV, um grupo contendo três outros membros: endosialina ( CD248 ), CLEC14A  e trombomodulina, um anticoagulante bem caracterizado. Todos eles contêm um domínio lectina tipo C, uma série de domínios semelhantes ao fator de crescimento epidérmico, um domínio semelhante à mucina altamente glicosilado, um domínio transmembranar único e uma cauda citoplasmática curta. Devido à sua alta homologia e à sua proximidade no cromossoma 20, sugere-se que o CD93 teve origem no gene da trombomodulina através de um evento de duplicação.

## Expressão
O CD93 foi originalmente identificado em ratinhos como um marcador precoce de linfócitos B através do uso do anticorpo monoclonal AA4.1. Mais tarde, foi demonstrado que esta molécula é expressa numa população precoce de células estaminais hematopoiéticas, que dão origem a todo o espectro de células maduras no sangue. Actualmente, sabe-se que o CD93 é expresso por uma ampla variedade de células, como plaquetas, monócitos, micróglia e células endoteliais . No sistema imunitário, o CD93 também é expresso por neutrófilos, macrófagos ativados, precursores de linfócitos B até o estadio T2 no baço, um subconjunto de células dendríticas e de células natural killer.
A caracterização molecular do CD93 revelou que esta proteína é idêntica ao C1qRp, uma proteína humana identificada como um possível receptor para o C1q . O C1q pertence às proteínas de activação do complemento e desempenha um papel importante na ativação da via clássica do complemento, que leva à formação do complexo de ataque à membrana. O C1q também tem envolvimento noutros processos imunológicos, como o aumento da fagocitose bacteriana, eliminação de células apoptóticas ou neutralização de vírus. Surpreendentemente, foi demonstrado que o anticorpo anti-C1qRp reduz significativamente a fagocitose potenciada pelo C1q. Um estudo mais recente confirmou que o C1qRp é idêntico ao CD93, mas falhou em demonstrar uma interação direta entre o CD93 e o C1q em condições fisiológicas. Recentemente, foi demonstrado que CD93 é reexpresso durante a diferenciação tardia de linfócitos B, e que o CD93 pode ser usado neste contexto como um marcador de maturação de plasmócitos.
Verificou-se também que o CD93 tem expressão diferencial na vasculatura associada ao glioma de grau IV, quando comparado a glioma de baixo grau ou cérebro normal, e sua alta expressão está correlacionada com baixa sobrevida dos pacientes.

## Função
Inicialmente, pensava-se que o CD93 fosse um receptor para o C1q, mas actualmente acredita-se que esteja envolvido na adesão intercelular e na eliminação de células apoptóticas. A cauda citoplasmática intracelular desta proteína contém dois domínios altamente conservados que podem estar envolvidos na sua função. De facto, descobriu-se que o seu domínio justamembranar altamente carregado interage com a moesina, uma proteína conhecida por desempenhar um papel na ligação de proteínas transmembranares ao citoesqueleto e na remodelação do citoesqueleto. Este processo parece ser crucial em processos de adesão, migração e fagocitose, três funções nas quais o CD93 pode estar envolvido.
No contexto da diferenciação tardia de linfócitos B, o CD93 demonstrou ser importante para a manutenção de títulos elevados de anticorpos pós-imunização e na sobrevivência de plasmócitos na medula óssea. De fato, ratinhos knockout para CD93 não conseguem manter altos níveis de anticorpos após a imunização e apresentam uma quantidade menor de plasmócitos com especificidade para antigénio na medula óssea.
No contexto das células endoteliais, o CD93 está envolvido na adesão célula-célula, spreading, migração, polarização, bem como na morfogénese tubular. Recentemente, descobriu-se que o CD93 é capaz de controlar processos dinâmicos em células endoteliais por meio da sua interação com uma glicoproteína da matriz extracelular, MMRN2. A ausência de CD93, ou do seu parceiro de interação MMRN2 nas células endoteliais, leva à interrupção da fibrilogénese da proteína fibronectina na matriz extracelular e diminuição da activação da integrina B1.
O CD93 desempenha um papel significativo na progressão do glioma. Ratinhos knockout para CD93 com glioma apresentam menor volume tumoral e melhor sobrevida. Os tumores também demonstram perturbações na fibrilogénese da fibronectina e diminuição da activação da integrina B1.